# Bachman-Turner Overdrive (album 1973)
| Recensione                        | Giudizio    |
| --------------------------------- | ----------- |
| AllMusic                          | [ 2 ]       |
| Robert Christgau                  | B+          |
| The New Rolling Stone Album Guide | [ 4 ]       |
| Sputnikmusic                      | 3.4 (Great) |
| Dizionario del Pop-Rock           | [ 6 ]       |

Bachman-Turner Overdrive è l'album di debutto del gruppo musicale rock canadese omonimo, pubblicato nel maggio del 1973.

## Tracce[8]
Lato A
1. Gimme Your Money Please – 4:42 (C.F. Turner)
2. Hold Back the Water – 5:05 (Kristopher Kelly, Randy Bachman, Rob Bachman)
3. Blue Collar – 6:05 (C.F. Turner)
4. Little Gandy Dancer – 4:16 (Randy Bachman)

Lato B
1. Stayed Awake All Night – 4:08 (Randy Bachman)
2. Down and Out Man – 3:10 (R.B. Charles, Tim Bachman)
3. Don't Get Yourself in Trouble – 4:50 (Randy Bachman)
4. Thank You for the Feelin' – 4:06 (C.F. Turner)

## Formazione

### Gruppo
- Randy Bachman - chitarra solista, voce
- Tim Bachman - chitarra ritmica, voce
- C.F. Turner - voce solista, basso
- Rob Bachman - batteria, percussioni

### Collaboratori
- Barry Keane - congas (brano: Blue Collar)